# Artur da Costa e Silva
Artur da Costa e Silva (Taquari, Río Grande del Sur, 3 de octubre de 1899-Río de Janeiro, 17 de diciembre de 1969) fue un militar y político brasileño que llegó al poder después del golpe de Estado de 1964. Alcanzó el rango de Mariscal del Ejército Brasileño y ocupó el cargo de Ministro de Guerra en el gobierno militar del presidente Castelo Branco.

## Biografía

### Inicios de su carrera militar
Nacido en Río Grande del Sur, alcanzó el grado de mariscal dentro del Ejército brasileño.
Ocupó el cargo de Ministro de Guerra durante la presidencia previa, la del mariscal Castelo Branco; firmó el AI-1 que instaló el régimen militar.

## Presidencia (1967-1969)

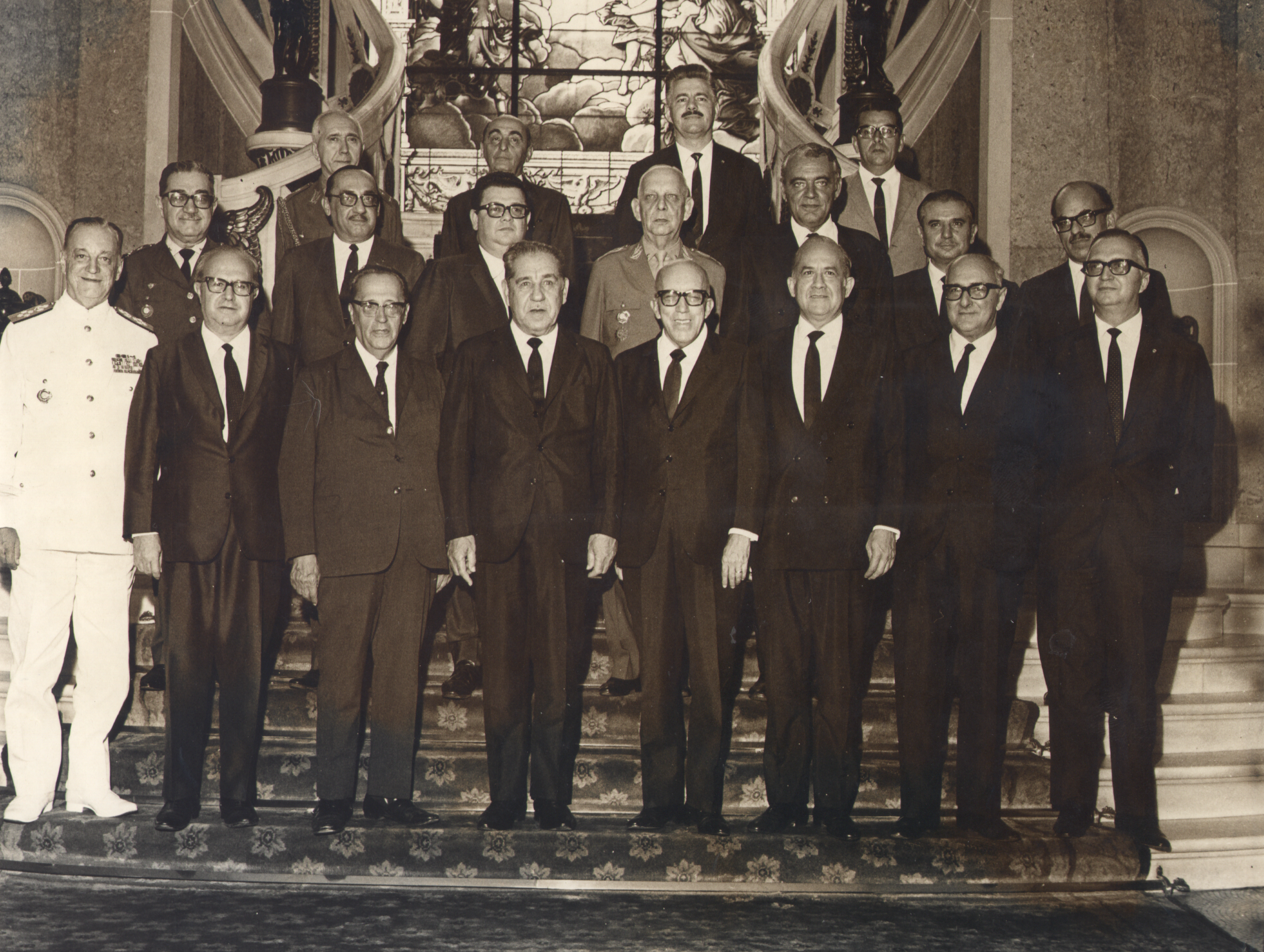
Costa e Silva con los miembros de su gabinete en su toma de posesión como presidente de Brasil el 15 de marzo de 1967.

Durante su Gobierno, Costa e Silva se alineó con los sectores más conservadores de la derecha brasileña, sosteniendo que el control militar sobre la política nacional debería permanecer por varios años. Costa e Silva fue elegido presidente de manera indirecta —solo por votación del Congreso— en julio de 1966, y sólo asumió el mando cuando dimitió el general Castelo Branco el 15 de marzo de 1967. Ese mismo día entró en vigor la Constitución de 1967, elaborada por Castelo Branco y otros jefes militares como un cuerpo de normas básicas que ampliaban los poderes represivos del Estado brasileño, otorgando al presidente de la República un rol político muy superior al del poder legislativo.
En marzo de 1968 un enfrentamiento entre estudiantes y policías en Río de Janeiro causó la muerte de un estudiante, muerto a quemarropa por un oficial de policía. Las protestas y motines callejeros que siguieron por la violencia policial —particularmente la marcha de cien mil— generaron las virulentas críticas del opositor MDB contra el régimen en el Congreso; estas protestas parlamentarias culminaron en un pedido del diputado opositor Márcio Moreira Alves de lanzar un boicot contra las celebraciones militares del 7 de septiembre, en revancha por la negativa del gobierno a detener la violencia policial contra las manifestaciones de estudiantes.
Costa e Silva requirió entonces que el Congreso levantase la inmunidad del diputado Moreira Alves pero, para sorpresa de la opinión pública, el 11 de diciembre el Congreso se negó al pedido presidencial e insistió en que sólo el parlamento juzgase a Moreira Alves. Al día siguiente, 12 de diciembre, Costa e Silva ordenó cerrar el parlamento por la fuerza y suspendió sus funciones indefinidamente, desalojando a los congresistas reunidos en Brasilia con contingentes militares apostados dentro de las cámaras.

### Endurecimiento del régimen militar
Como respuesta a la tensión política, Costa e Silva emitió el Acto Institucional N.° 5 el 13 de diciembre de 1968, que otorgó poderes casi omnímodos al presidente de Brasil, como la facultad de cerrar el Congreso —lo cual efectivamente sucedió—, modificar las prerrogativas de los funcionarios públicos sin expresión de causa, e inclusive destiuirlos al arbitrio del presidente, además de suspender los derechos de habeas corpus. El Acto Institucional N.° 5 suspendía efectivamente la recién promulgada Constitución de 1967, que pese a ser formulada conforme al pedido del propio régimen militar, resultaba menos represiva.
Un atentado izquierdista contra la sede de la guarnición de São Paulo causó la muerte de un soldado en julio de 1969, precipitando una ola de detenciones contra presuntos militantes de izquierda. A lo largo del año 1969, Costa e Silva planeó dejar sin efecto el severísimo Acto Institucional N.° 5, formulando con diversos juristas de derecha y jefes militares un proyecto de nueva constitución que reemplazara a la de 1967. El proyecto quedó culminado en agosto de 1969.
La fecha de entrada en vigencia de esta nueva norma sería el 7 de septiembre —aniversario de la Independencia de Brasil— pero una semana antes, el 31 de agosto de 1969, Costa e Silva sufrió un accidente cerebrovascular y fue apartado del gobierno, siendo reemplazado por una junta militar. Murió el 17 de diciembre de ese mismo año, para lo cual la junta militar fue reemplazada por el general Emílio Garrastazu Médici, designado presidente de Brasil.

## Gobierno
Entre los ministros de su gabinete se destacan Antônio Delfim Netto —Hacienda—, Aurélio de Lira Tavares —Ejército—, Augusto Rademaker —Marina—, Mário Andreazza —Transportes—, Hélio Beltrão —Planeamiento—, Afonso Augusto de Albuquerque Lima —Interior— y José de Magalhães Pinto —Relaciones Exteriores—.